# Direito de resistência
O Direito de resistência é o direito, afirmado de diferentes formas ao longo da história, que qualquer pessoa tem de resistir ou insurgir contra qualquer fator que ameace sua sobrevivência ou que represente uma violência a valores éticos ou morais humanistas. O direito de resistência é registrado desde a China Antiga e foi usado para justificar várias rebeliões, como a Revolução Francesa e a Revolução Americana (guerra de Independência dos Estados Unidos).

## Exemplos de aplicação

### Na China
Para justificar a derrubada da Dinastia Shang, os reis da Dinastia Zhou (1122–256 aC) instituíram o conceito conhecido como Mandato do Céu, segundo o qual o "Céu" abençoaria a autoridade dos governantes justos, mas apoiaria a derrubada dos governantes despótico ou indolentes.
Desse modo, os chineses interpretavam uma revolta bem-sucedida como evidência de que o Mandato do Céu havia trocado de mãos. Ao longo da história chinesa, rebeldes que se opunham à dinastia dominante alegavam que o Mandato do Céu havia sido revogado, dando-lhes o direito de se revoltar. As dinastias dominantes costumavam se sentir desconfortáveis com isso, e os escritos do filósofo confucionista Mencius (372–289 aC) eram frequentemente reprimidos por declarar que o povo tem o direito de derrubar um governante que não atendeu às suas necessidades.

### Na Suécia
Em 1018, Torgny, o Magistrado, defendeu a derrubada do Rei da Suécia se ele continuasse a guerra impopular contra a Noruega.

### Na Inglaterra
Em 1215, os nobres forçaram o Rei João  a assinar a Magna Carta, que limitava os poderes do Rei.

### Na Hungria
Em 1222, os nobres forçaram o Rei André II a assinar a Bula de Ouro, um documento semelhante à Magna Carta que limitava os poderes do Rei da Hungria   .

## Pensadores
João de Salisbury (1120-1180) defendeu o assassinato de governantes tirânicos na obra Policraticus.
Tomás de Aquino defendeu o direito à resistência contra governos tirânicos na Suma Teológica, escrita entre 1265 e 1273.
No início da Idade Moderna, o padre Martín de Azpilcueta e os jesuítas Roberto Belarmino, Francisco Suárez e Juan de Mariana defenderam a resistência à tirania e, inclusive, o tiranicídio, como resultado do jusnaturalismo da Escola de Salamanca. Parte desses escritos foi uma reação contra a perseguição aos católicos durante o reinado de Elizabeth I na Inglaterra.
Após o Massacre da noite de São Bartolomeu, 24 de agosto de 1572, como reação à violência contra os huguenotes na França, surgiram obras de pensadores monarcômacos, que combatiam o absolutismo monárquico, dentre essas merecem maior destaque, as seguintes obras de franceses huguenotes:
1. Franco-Gallia (1573) de François Hotman[13];
2. Du droit des magistrats (Direito dos Magistrados sobre seus Súditos - 1574) de Théodore de Bèze; e
3. Vindiciae contra tyrannos (Protesto ou Revide contra os Tiranos - 1579) de Philippe du Plessis-Mornay e Hubert Languet[14].

Também podem ser consideradas monarcômacas, outras obras, tais como:
1. A Short Treatise of Politic Power (Breve Tratado sobre o Poder Político) (1556), do calvinista britânico John Ponet;
2. How Superior Powers Ought to be Obeyed (1558), do calvinista britânico Christopher Goodman;
3. Summary of the Proposed Second Blast (1558), do calvinista escocês John Knox (essas três primeiras obras dessa lista escritas durante o período de perseguição religiosa aos protestantes na Inglaterra, durante o reinado de Maria I);
4. De jure regni apud Scotos (1579), do calvinista escocês George Buchanan;
5. La dèfense civile et militare des innocents de l' Église de Christ, do huguenote francês Luís de Condé (1563);
6. Reveille Martin des François et de leurs Voisins (1573), do huguenote francês Eusebe Philadelphe Cosmopolita (pseudômino);
7. Le Politicien (1574) e Paroles Politiques (1574), ambas anônimas, provavelmente escritas por huguenotes franceses;
8. De justa Heinrici III abdicatione (1589), do francês católico Jean Boucher;
9. De justa reipublicae Christianae in reges impios et haereticos authoritae (1592), do católico britânico Guillaume Rose (William Rainolds);
10. De rege et Regis Instituitione (1600), do jesuíta espanhol Juan de Mariana, essa obra se destacou pela defesa do tiranicidio, inclusive do Rei Henrique III da França, que de fato, fora assassinado pelo dominicano Jacques Clément em 1589;
11. Tractatus de legibus ac deo legislatore (1603) do jesuíta espanhol Francisco Suárez (os monarcômacos católicos surgem como reação contra a perseguição aos católicos durante o reinado de Elizabeth I na Inglaterra); e
12. Politica Metodis Digesta (1603), de Joan Althusius, obra que já contém um esboço mais sólido do que seria o contratualismo[15].